# Els amors de Paris i Hèlena
Els amors de Paris i Hèlena (en francés: Les Amours de Pâris et d'Hélène) és un oli sobre llenç, obra de Jacques-Louis David. Va ser pintat en 1788 i encarregat pel comte d'Artois. Inspirat en la mitologia grega, mostra dues de les principals figures de la Ilíada, Hèlena de Troia i Paris, interpretant-se com una sàtira dels costums del comte d'Artois. En la carrera de david, l'obra es percedida per La mort de Sòcrates i seguida per Els líctors retornant a Brutus els cossos dels seus fills.
En l'obra es plasma a Paris amb un barret frigi mentre corteja l'esposa de Menelau. Esta era el premi promés per Afrodita a Paris per haver-la triada com la deessa més bella front a Atena i Hera.

## Inspiracions

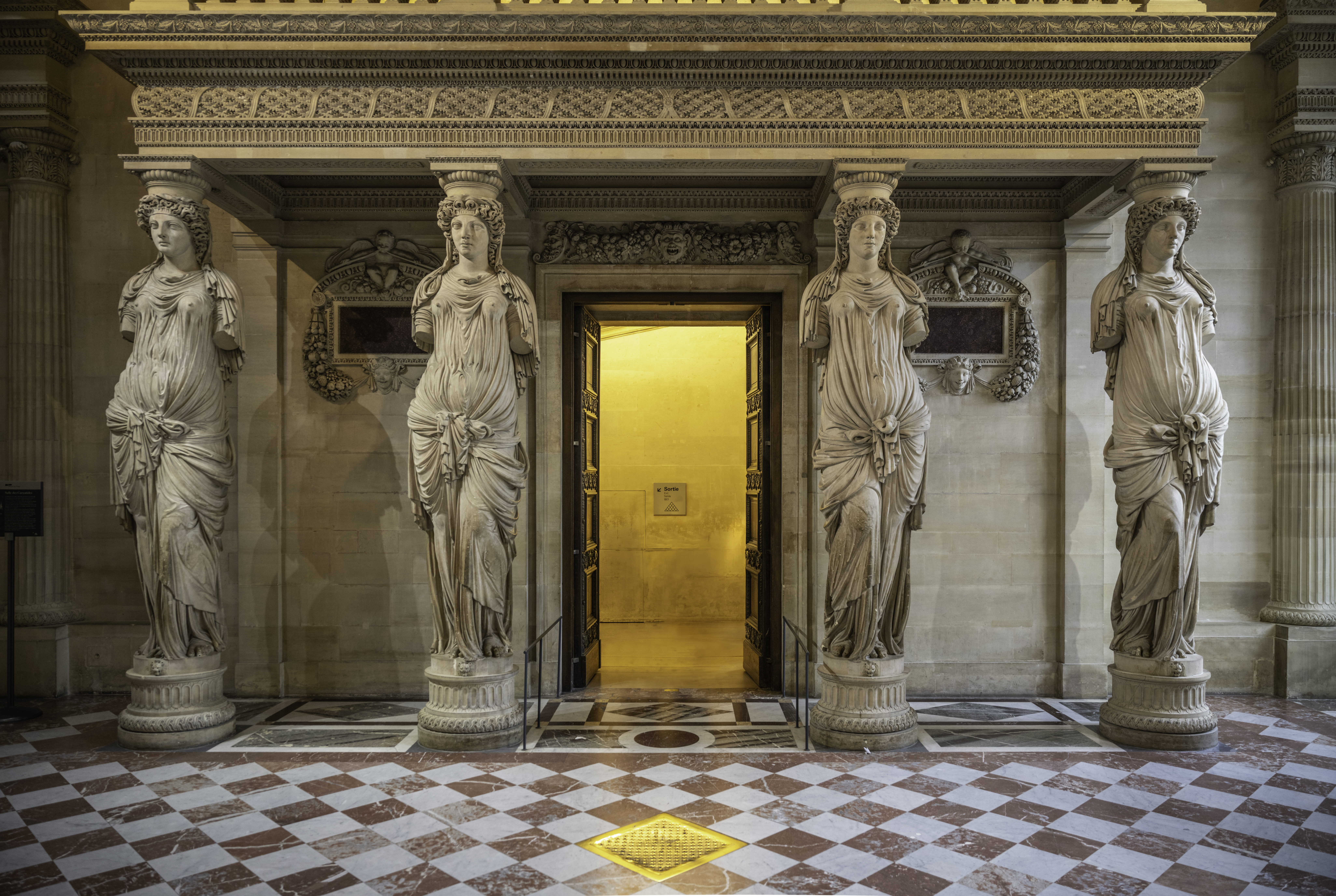
El grup de les Cariàtides al Louvre

Les cariàtides representades al fons del quadre són una còpia de la Tribuna de les Cariàtides del Museu del Louvre, realitzades per Jean Goujon.